# أيلين بريتون
أيلين بريتون (بالإنجليزية: Aileen Britton)‏ هي ممثلة أسترالية، ولدت في 1916 بسيدني في أستراليا، وتوفيت بنفس المكان في 19 أبريل 1986.

## وصلات خارجية
- أيلين بريتون على موقع IMDb (الإنجليزية)
- أيلين بريتون على موقع قاعدة بيانات الفيلم (الإنجليزية)